# Springwater Hamlet
Springwater Hamlet – jednostka osadnicza w Stanach Zjednoczonych, w stanie Nowy Jork, w hrabstwie Livingston.